# سفارة دولة فلسطين لدى كوريا الجنوبية
سفارة دولة فلسطين لدى كوريا الجنوبية هي الممثلية الدبلوماسية العُليا لدولة فلسطين لدى كوريا الجنوبية، مع العِلم أنَّ السَفير الفلسطيني هو سفير دولة فلسطين في اليابان وغير مقيم في كوريا الجنوبية.